# Copiphana kraussi
Copiphana kraussi là một loài bướm đêm trong họ Noctuidae.